# 安馬谷バイパス
安馬谷バイパス（あんばやバイパス）とは、千葉県南房総市市場交差点を起点とし、同市加茂交差点を終点とする国道410号のバイパス道路である。

## 概要
国道410号線南房総市古川〜同市安馬谷付近は、家屋が建ち並ぶため拡幅が難しく、大型車の通行が困難な狭路区間で、比較的事故も多い区間であるが、周囲の環境から拡幅も困難である。この現状を改善するために設けられた、バイパスである。1987年（昭和62年)に事業着手し、2008年（平成20年）の1月31日午後3時に全線開通した。
総延長は2.4km、片側一車線の二車線道路で、両側歩道付。車道幅員6.5m、両側の歩道幅員3mで、設計速度は60km/h。周囲に家屋等がほとんどなく、線形も綺麗で走りやすい道となっている。市場交差点から同市西原地先までは市道を拡幅、同市西原地先より嶺南中学校前までの区間は新設道路で丸山中央橋がある。 嶺南中学校前〜国道128号線 までの区間は市道だったを道を拡幅している。区間内の主要な交差点の、国道128号線との接続点に加茂、莫越山神社前の市道との沓見、嶺南中学校前の市道との交差点に嶺南中学校入口、の各信号を新設し、千葉県道296号和田丸山館山線との交差点の市場交差点は、旧交差点より約80mほど西側に移設された。そのため交差点付近の短い旧道区間は廃道となった。
尚、旧道となった南房総市役所丸山地域センター（旧市役所丸山支所）前の道は市道に降格された。

## 注意点
今回の安馬谷バイパス開通で、国道410号線の国道128号線の北側と南側の区間は直通ではなくなるため、この区間を行き来する場合には、国道128号線の、加茂交差点と安馬谷交差点間を走り、乗り継ぐことになるので、注意が必要である。

## 参考
以下の房日新聞サイトを参考に記事を作成。
- 安馬谷バイパス供用 南房総
- 国道410号 安馬谷バイパス 31日に供用